# Розтяжки
Стриї (лат. striae), також відомі як розтяжки — форма рубців на шкірі відмінного від неї відтінку, що формуються під час швидкого росту організму (статевого дозрівання, вагітності, набору ваги). Стриї є наслідком розривів дерми, які часто стаються внаслідок швидкого розтягування шкіри. Також на них можуть впливати гормональні зміни, пов'язані з пубертатом, вагітністю, культуризмом, замісною гормональною терапією.
Під час вагітності вони, як правило, формуються в останньому триместрі, і зазвичай на животі, але часто виникають і на грудях, стегнах, попереку і сідницях — цей різновид називають «стрії вагітних».
Немає доказів того, що креми, використовувані під час вагітності, допомагають уникнути стрий. Немає однозначно дієвих засобів усунення стрий після того, як вони сформувалися, хоча існують різні методи, що були випробувані і вивчені. З часом стриї можуть зменшитися, але не зникають повністю.

## Етимологія
Медична термінологія розтяжок включає терміни striae atrophicae, vergetures, stria distensae, striae cutis distensae, lineae atrophicae, linea albicante чи просто  striae.

## Ознаки
Стриї спочатку виглядають як червонуваті або пурпурові ураження, які можуть з'являтися на будь-якій ділянці тіла, але найчастіше з'являються в місцях, де зберігається більша кількість жиру; найбільш поширеними є живіт (біля пупка), груди, верхня частина рук, пахви, спина, стегна (внутрішня і зовнішня сторони) і сідниці. З плином часу, вони, як правило, атрофуються і втрачають пігментацію. Уражені ділянки здаються порожніми і м'які на дотик.
Стриї виникають у дермі, пружному середньому шарі тканини, який допомагає шкірі зберігати свою форму. Стриї не формуються, поки є підтримка в межах дерми. Місце їхньої появи та напрямок залежить від розтягування та інших факторів (див. розділ «Причини»).
Стриї можуть викликати (але не завжди) печіння і свербіж. Вони не становлять ризику для здоров'я самі по собі і не ставлять під загрозу здатність організму нормально функціонувати та самовідновлюватися, проте часто розглядаються як косметична неприємність. Здебільшого за дерматологічним лікуванням стрий звертаються молоді жінки та жінки після вагітності.

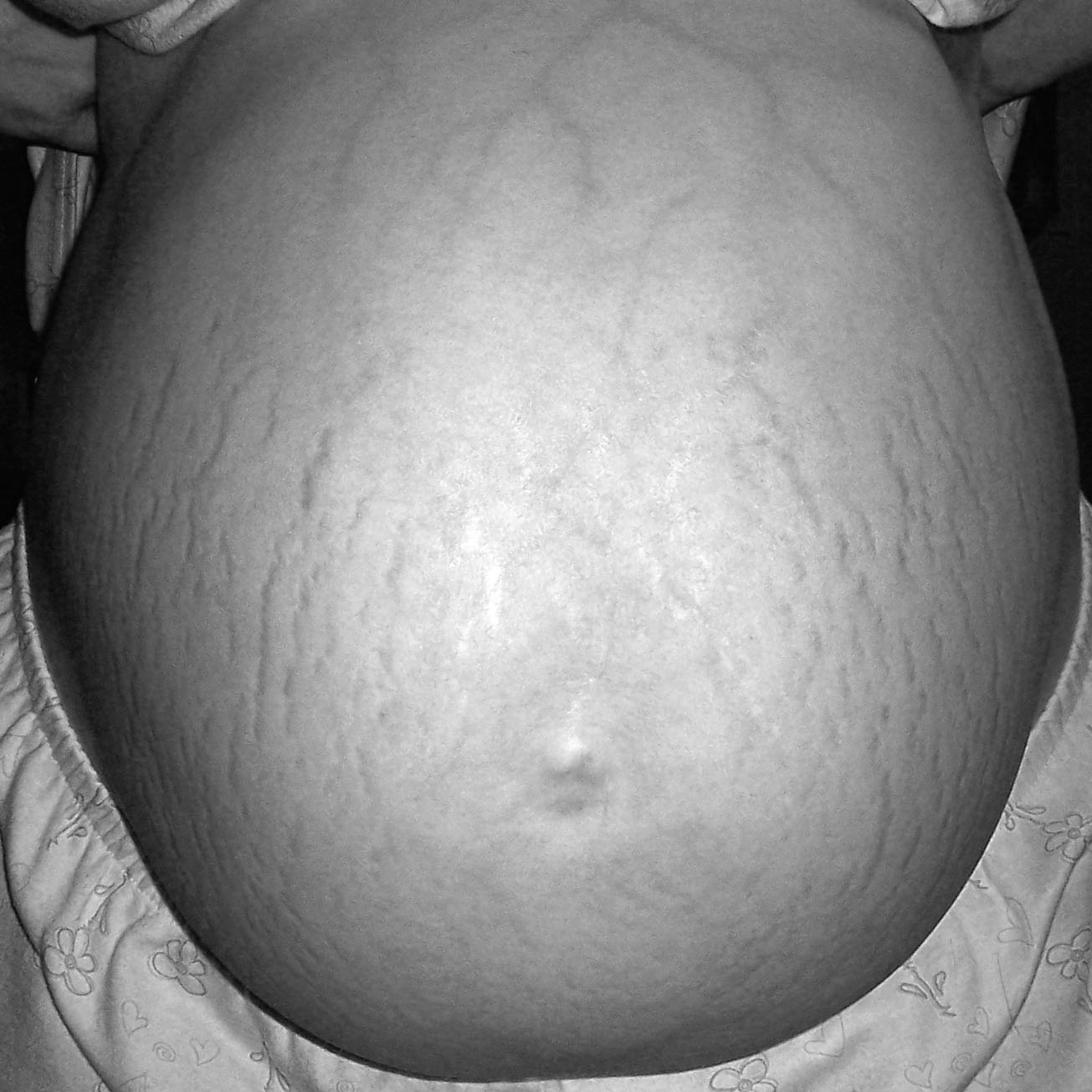
Стрії вагітних у вагітної жінки на 38-му тижні
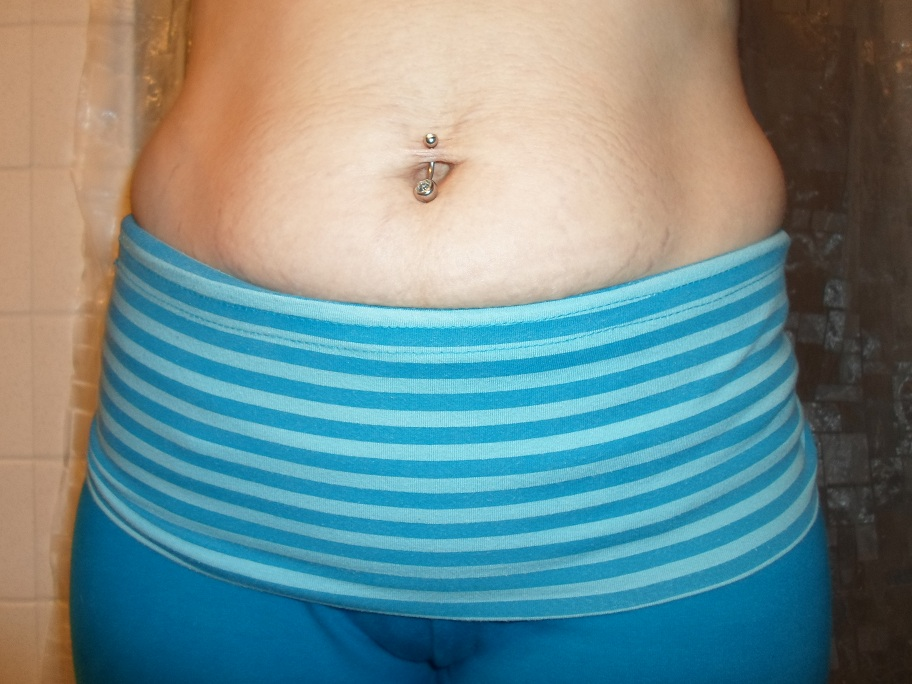
Розтяжки від вагітності через понад 1 рік після пологів
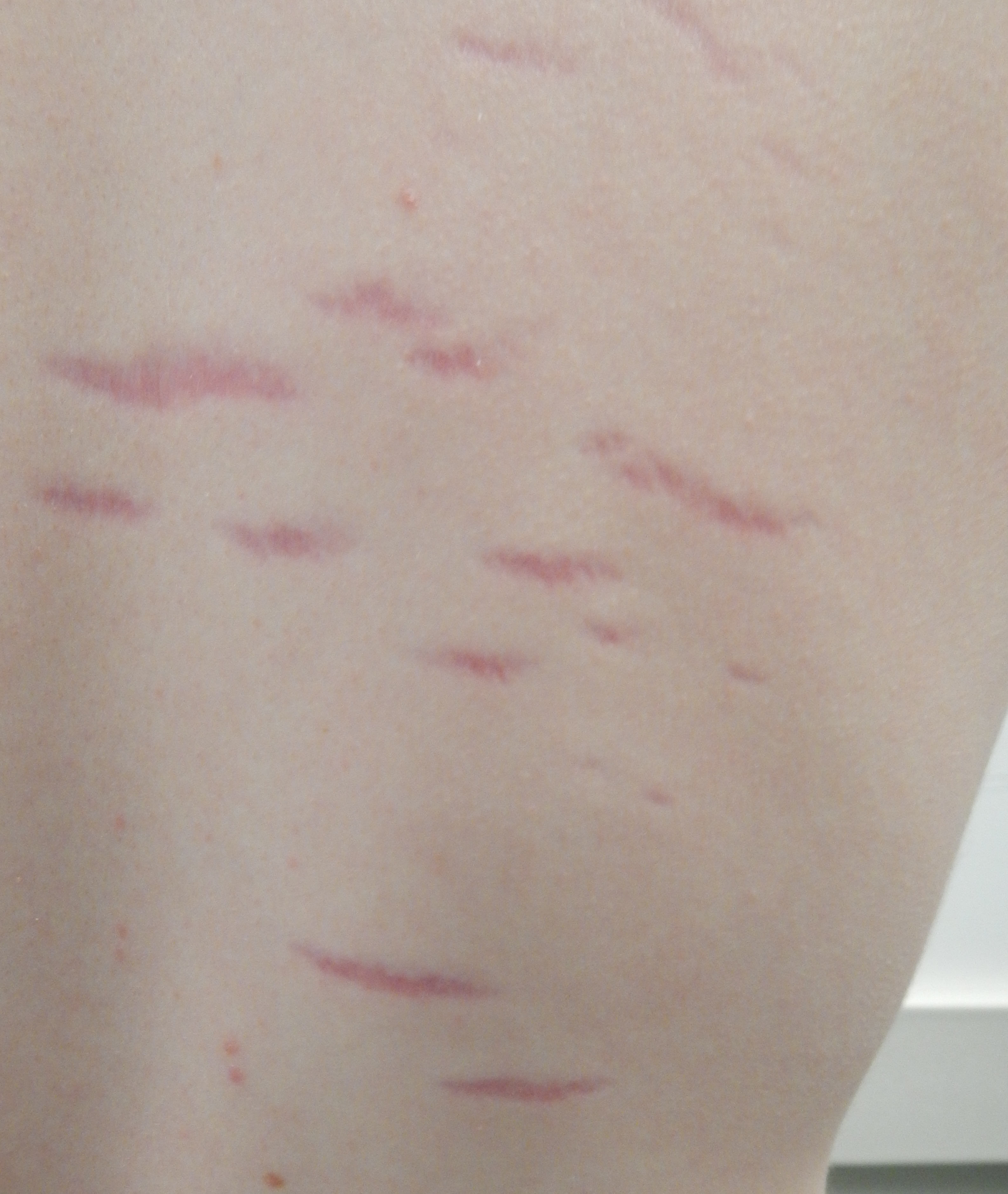
Нормальні розтяжки у чоловіка-підлітка
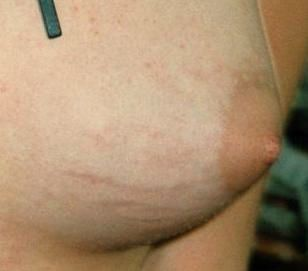
Розтяжки жіночих грудей
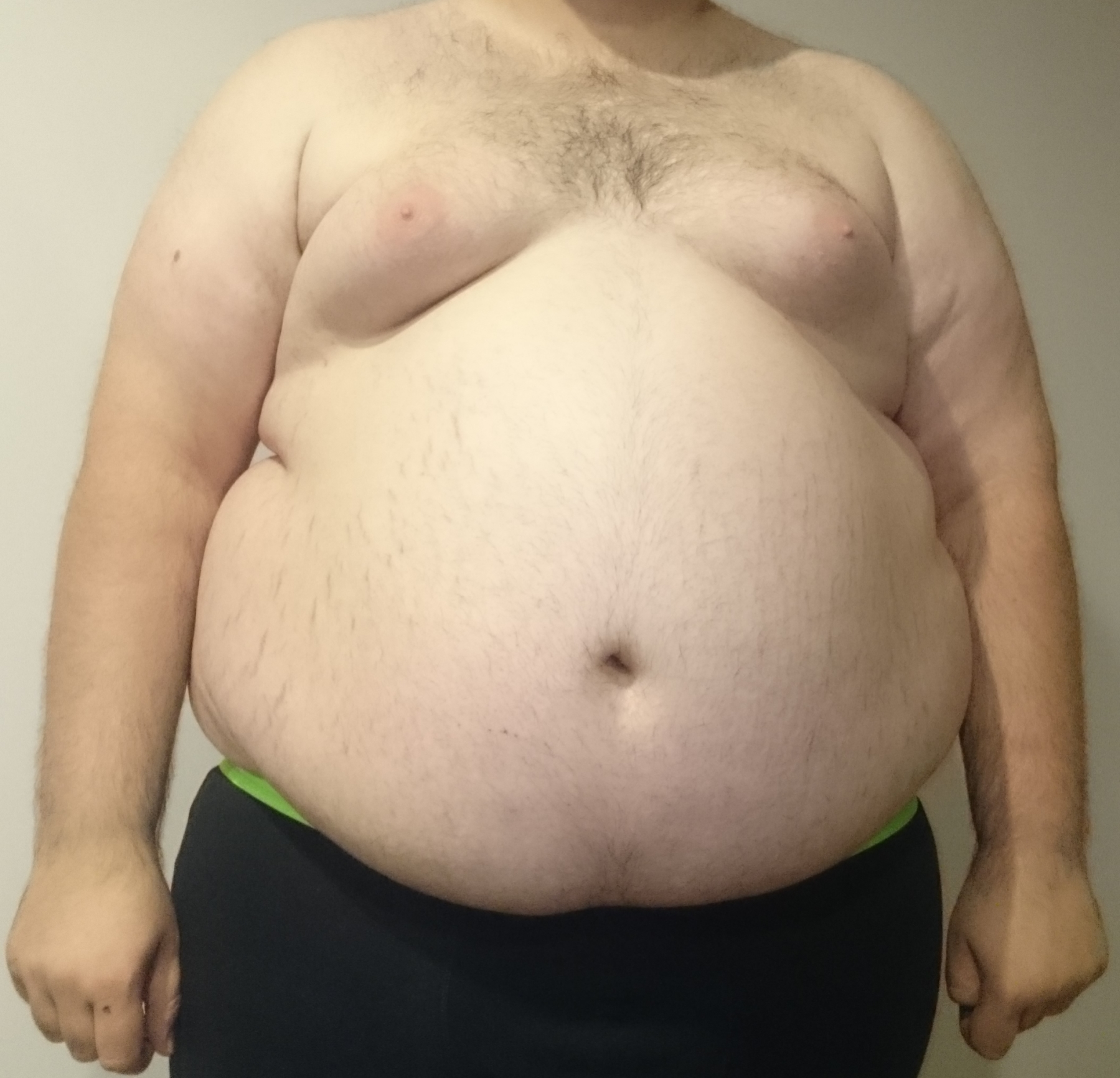
Стрії ожирілого чоловіка

## Причини
Стриї з'являються в результаті розтягування шкіри. Це особливо ймовірно, коли відбувається збільшення рівню кортизону.
Іншими словами, збільшення рівня кортизону може збільшити ймовірність або тяжкість стрий внаслідок зменшення пластичності шкіри; зокрема, це впливає на дерму, запобігаючи фібробластам утворювати колагенові й еластинові волокна, необхідні для пружності шкіри, що стрімко росте. Це може створити дефіцит підтримувального матеріалу під час розтягування шкіри, і призвести до дермального й епідермального розриву, що своєю чергою може зробити рубці у вигляді стрий. Це стається особливо тоді, коли відбувається ріст нової тканини (яка може конфліктувати зі спідньою фізичною підтримкою дерми чи епідермісу, зміщуючи підтримувальну тканину).
До випадків, за яких зазвичай трапляються стриї, належать збільшення ваги (у вигляді жиру і/або м'язів), вагітність та підлітковий стрибок росту, хоча також зазначають, що підвищити ймовірність появи стрий можуть деякі ліки, а також інші медичні стани та захворювання. Щодо ліків, то це можуть бути «кортикостероїдні креми, лосьйони та таблетки, а також хронічне вживання пероральних або системних стероїдів»; серед медичних станів, що можуть сприяти стриям, наведені синдром Елерса-Данлоса, синдром Кушинга, синдром Марфана, а також «захворювання наднирників».[джерело?]

### Вагітність
Стриї внаслідок вагітності, також відомі як стрії вагітних — це специфічна форма рубців на шкірі черевної області, що утворюються внаслідок швидкого зростання матки, а також раптового збільшення ваги під час вагітності. Трапляються у близько 90 % жінок.
Стриям сприяє ряд додаткових факторів: одне дослідження 324-ох жінок, які щойно народили, показало, що низький вік вагітності, високий індекс маси тіла, збільшення ваги на понад 15 кг і більша маса тіла новонароджених незалежно одне від одного корелюють з виникненням стрий. Підлітки виявилися найбільшою мірою схильні до ризику розвитку важкої форми стрий.
Ці дефекти часто з'являються у вигляді червонуватих або синюватих прожилків на животі, також можуть з'явитися на грудях і стегнах. Деякі з цих стрий зникають з плином часу, тоді як інші залишаються на тілі постійними безбарвними смужками.
Поширеність і вираженість striae gravidarum варіює серед населення. У сучасній літературі припускають, що поширеність стрий, пов'язаних з вагітністю, серед населення США складає 50 %—90 %, частково в результаті нормальних гормональних змін під час вагітності та частково через розтягування волокон шкіри. Багато жінок отримують стриї під час першої вагітності. Близько 45 % відсотків стрий у вагітних жінок розвивається до 24 тижнів вагітності.  У багатьох жінок, які зазнали пошкоджень шкіри під час першої вагітності, стриї не розвиваються під час подальших вагітностей. Генетичні фактори, такі як сімейна історія, можуть прогнозувати появу стрий.

## Профілактика та лікування
Вагітні жінки шукали засоби запобігання стриям з давніх часів. Стародавні греки і римляни використовували оливкову олію, тоді як ефіопи і сомалійці використовували ладан.
Систематичний огляд не знайшов доказів того, що креми й олії допомагають запобігти чи зменшити стриї в період вагітності. Докази впливу лікування задля зменшення вигляду шрамів після вагітності обмежені.
Лікарі нерідко рекомендують для профілактики перейти на правильне харчування, вживати побільше вітаміну Е і нанесення на шкіру оливкової олії.
Немає однозначно корисного лікування стрий, хоча застосовують чимало методів. У тому числі випробовували лазерне лікування, гліколеву кислоту і мікродермабразію.
Використовується карбокситерапія, однак бракує доказів на підтримку її використання.